# 思科認證互聯網專家
思科认证互联网专家（CCIE，Cisco Certified Internetwork Expert）是Cisco提供的职业认证，始于1993年。Cisco的认证分為五類（从低到高）：Entry、工程师（Associate）、 资深工程师（Professional）、专家（Expert）和架构师（Architecture）。

## 概要
目前CCIE认证提供包括路由交换（Routing and Switching）、安全（Security）、存储（Storage）、服务提供商（Service Provider）、无线网（Wireless）、資料中心（Data Center）、协作（Collaboration）及SP Operations八种专业方向（已经撤销的专业方向有Design、ISP Dial、SNA IP、WAN Switching及Voice）。CCIE并不是一种注重纸面知识的认证，它不仅包含了两个小时的笔试，还包含了为期1天（上午、下午总共8小时）的实验室考试，来实际评测考生对基于Cisco产品的网络的搭建、维护和排错能力。因此CCIE一直被公認為資訊科技業界難以考取的認證之一。
每一位通过CCIE实验室考试的考生都会得到一个思科公司分配的唯一的CCIE号码，CCIE号码的起始值为1025，0～1024为保留号，不会分配给考生。2018年7月，CCIE号码已达59000。CCIE证书的有效期为兩年，可以通过参加任意方向CCIE的笔试考试来延长有效期。如果CCIE证书超出有效期，那么CCIE认证状态在Cisco网站上将会显示为“Inactive”状态，但在此状态下CCIE号码并不会被回收而重新分配给其他考生。
根据Terry Slattery CCIE#1026在博客中的回忆称，CCIE#1024（即第一个CCIE号码）被分配给了Cisco公司中最先建立的CCIE考试实验室，而CCIE#1025，即第一个拥有CCIE认证资格的人则是建立这个实验室的Stuart Biggs。1993年8月，第一个非Cisco员工获得了CCIE认证资格。

## 全球CCIE/CCDE人数
截至2016年2月，全球一共有51500位CCIE及CCDE（此处统计人数为CCIE/CCDE认证有效期内的人数，不含已过期的人数），其中路由交换27,552位、安全类4,264位、服务提供商3,142位、存储网络170位、语音2,341位、无线网络64位、服务提供商运营11位、CCDE63位、CCAR7位。

## 认证流程
获得CCIE认证，首先需要通过一门资格考试（笔试，報名費400美元），在通过资格考试后的18个月内预定由Cisco自行主办的实验室考试（報名費1600美元）。至2012年2月為止，提供實驗室考試的固定地點在印度班加羅爾、中華人民共和國北京市、香港特別行政區、比利時布魯塞爾、阿拉伯聯合大公國杜拜、美國三角研究園、聖荷西、澳洲雪梨、日本東京及新加坡。思科另外有可移動式的貨櫃實驗室考場，在沒有固定地點的地方只要有一定人數預約，思科可能會安排貨櫃考場前往當地考試。
路由交換（RS）方向的實驗室考试需要先做一份2个小时的排錯（TS, Trouble shooting）实验及半小時的診斷（diagnosis）實驗。